# Трільйо (Гвадалахара)
Трільйо (ісп. Trillo) — муніципалітет в Іспанії, у складі автономної спільноти Кастилія-Ла-Манча, у провінції Гвадалахара. Населення — 1418 осіб (2010).
Муніципалітет розташований на відстані близько 100 км на схід від Мадрида, 49 км на схід від Гвадалахари.
На території муніципалітету розташовані такі населені пункти: (дані про населення за 2010 рік)
- Асаньйон: 39 осіб
- Інстітуто-Лепролохіко: 7 осіб
- Морільєхо: 44 особи
- Ла-Пуерта: 83 особи
- Трільйо: 1102 особи
- Віана-де-Мондехар: 39 осіб
- Санта-Марія-де-Овіла: 9 осіб
- Вальденая: 92 особи
- Фінка-ла-Солана: 3 особи

## Демографія
Динаміка населення (INE ):

## Галерея зображень

Розташування муніципалітету у провінції Гвадалахара
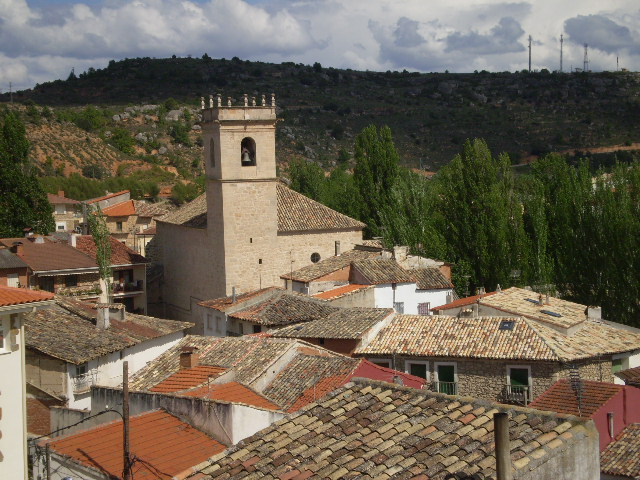
Панорама
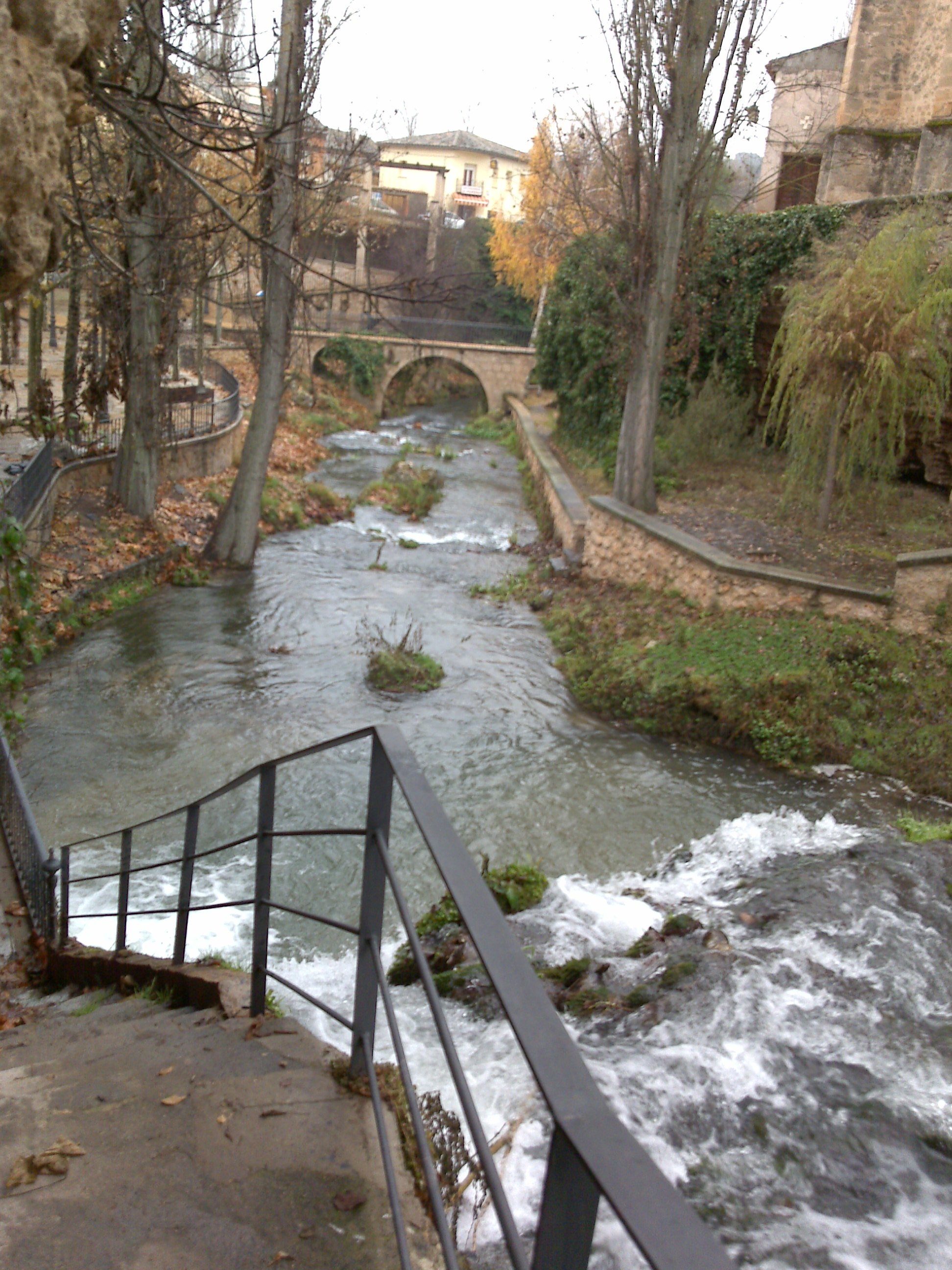
Річка Сіфуентес, Трільйо